# Kiddike-slægten
Kiddike-slægten (Raphanus) er en planteslægt. Den indeholder følgende arter:
| Arter |

- Almindelig kiddike (Raphanus raphanistrum)
- Radise (Raphanus sativus)